# 通村
通村（かよいそん）は、山口県大津郡にあった村。現在の長門市通にあたる。

## 地理
- 海洋 ： 仙崎湾、日本海
- 山岳 ： 山島山、番山、西山、金華山
- 島嶼 ： 青海島、大島、笹島、鹿の島

## 歴史
- 1899年（明治32年）4月1日 - 仙崎通村の一部（大字通浦）が分立して通村が発足。
- 1954年（昭和29年）3月31日 - 仙崎町・深川町・俵山村と合併して長門市が発足。同日通村廃止。

## 経済
農業
『大日本篤農家名鑑』によれば通村の篤農家は、「篠原隆輔、池永庄輔」などである。

## 出身・ゆかりのある人物
- 伊藤一長（政治家） - 元長崎市長。